# Pawłowice (powiat gliwicki)
Pawłowice (niem. Pawlowitz) – wieś sołecka w Polsce położona w województwie śląskim, w powiecie gliwickim, w gminie Toszek.
W latach 1975–1998 miejscowość należała administracyjnie do województwa katowickiego.
W okresie hitlerowskiego reżimu w latach 1936-1945 miejscowość nosiła nazwę Paulshofen.